# Orchi-aceras meilsheimeri
Orchi-aceras meilsheimeri là một loài thực vật có hoa trong họ Lan. Loài này được (Rouy) P. Fourn. mô tả khoa học đầu tiên năm 1928.